# Carolina (Surinam)
Carolina es uno de los cinco ressorts, o en neerlandés ressorten, en los que se divide el distrito de Para en Surinam, está ubicado en su extremo oriente.
Limita al norte con el distrito de Commewijne, al este con el distrito de Marowijne, al sureste con el distrito de Sipaliwini, al suroeste con el distrito de Brokopondo, y al oeste con Oost-Para.
En 2004, Carolina, según cifras de la Oficina Central de Asuntos Civiles tenía 220 habitantes.